# Girolamo Colonna
Girolamo Colonna (Orsogna, 23 de março de 1604 - Finale Marina, 4 de setembro de 1666) foi um cardeal do século XVII

## Biografia
Nasceu em Orsogna em 23 de março de 1604, Orsogna, no feudo de sua família, arquidiocese de Chieti. Segundo dos onze filhos de Filippo I Colonna, sexto duque e príncipe de Paliano, e Lucrezia Tomacelli. Os outros filhos eram Federico I, Marcantonio V, Carlo (beneditino, patriarca titular de Jerusalém), Giovanni Battista (patriarca de Jerusalém), Prospero (grão-prior de Malta na Espanha), Pietro (abade) Anna, Ippolita (freira em San Egidio mosteiro, Roma), Clara Maria (freira no mosteiro de San Egidio, Roma) e Maria Teresa (freira no mosteiro Regina Coeli, Roma). Tio dos cardeais Gianfrancesco Guidi di Bagno (1627) e Nicolò Guidi di Bagno (1657), por parte de mãe. Parente dos cardeais Francesco Barberini, sênior (1623) e Antonio Barberini, iuniore, OSIo.Hieros. (1627), porque sua irmã Anna era casada com Taddeo Barberini, irmão desses cardeais. Outros cardeais dos diferentes ramos da família foram Giovanni di San Paolo Colonna (1193); Giovanni Colonna (1212); Giacomo Colonna (1278); Pietro Colonna (1288); Giovanni Colonna (1327); Agapito Colonna (1378); Stefano Colonna (1378); Oddone Colonna (1405; mais tarde Papa Martinho V); Próspero Colonna (1426); Giovanni Colonna (1480); Marco Antonio Colonna, sênior (1565); Ascanio Colonna (1586); Carlos Colonna (1706); Próspero Colonna (1739); Girolamo Colonna (1743); Próspero Colonna (1743); Marcantonio Colonna, júnior (1759); Pietro Colonna (1766), que adotou o sobrenome Pamphili; e Nicola Colonna, 1785. Agapito Colonna (1378); Stefano Colonna (1378); Oddone Colonna (1405; mais tarde Papa Martinho V); Próspero Colonna (1426); Giovanni Colonna (1480); Marco Antonio Colonna, sênior (1565); Ascanio Colonna (1586); Carlos Colonna (1706); Próspero Colonna (1739); Girolamo Colonna (1743); Próspero Colonna (1743); Marcantonio Colonna, júnior (1759); Pietro Colonna (1766), que adotou o sobrenome Pamphili; e Nicola Colonna, 1785. Agapito Colonna (1378); Stefano Colonna (1378); Oddone Colonna (1405; mais tarde Papa Martinho V); Próspero Colonna (1426); Giovanni Colonna (1480); Marco Antonio Colonna, sênior (1565); Ascanio Colonna (1586); Carlos Colonna (1706); Próspero Colonna (1739); Girolamo Colonna (1743); Próspero Colonna (1743); Marcantonio Colonna, júnior (1759); Pietro Colonna (1766), que adotou o sobrenome Pamphili; e Nicola Colonna, 1785.
Estudou humanidades em Roma; e, posteriormente, estudou teologia na Espanha, e na Universidade de Alcalá de Henares, naquele país, obteve o doutorado in utroque iure , tanto em direito canônico quanto em direito civil. Ao retornar a Roma, foi promovido a cardinalato..
Criado cardeal e reservado in pectore no consistório de 30 de agosto de 1627; publicado no consistório de 7 de fevereiro de 1628; recebeu o chapéu vermelho em 10 de fevereiro de 1628; e o título de S. Agnese in Agone, pro illa vice -diaconia, em 28 de fevereiro de 1628. Arcipreste da patriarcal basílica de Latrão..
Eleito arcebispo de Bolonha, mantendo o arquipresbitério da patriarcal basílica de Latrão e com dispensa da idade canônica, em 24 de novembro de 1632..
Foi ordenado em 27 de dezembro de 1632, na Basílica Patriarcal de Latrão, em Roma, por Cristoforo Caetani, bispo titular de Laodicéia de Frígia, coadjutor de Foligno. Consagrado bispo, em 2 de janeiro de 1633, na igreja de San Egídio, em Roma, pelo cardeal Antonio Barberini, sêniore . Recebeu o pálio em 10 de janeiro de 1633. Optou pela diaconia de S. Maria em Cosmedin, em 27 de junho de 1639. Optou pela diaconia de S. Ângelo em Pescheria, em 14 de março de 1644. Participou do conclave de 1644, que elegeu Papa Inocêncio X. Optou pela diaconia de S. Eustachio, 12 de dezembro de 1644. Legate a laterepara a abertura e encerramento da Porta Santa na basílica patriarcal de Latrão no Ano Santo de 1650. Optou pela ordem dos cardeais presbíteros e pelo título de S. Silvestro in Capite, a 23 de setembro de 1652. Optou pelo título de S. Maria in Trastevere, 9 de junho de 1653. Participou do conclave de 1655, que elegeu o Papa Alexandre VII. Nomeado embaixador da Espanha perante a Santa Sé. Optou pelo título de S. Lorenzo em Lucina, em 21 de abril de 1659. Cardeal protoprete. Optou pela ordem dos cardeais bispos e pela sé suburbicária de Frascati, em 21 de novembro de 1661. Chamado à Espanha pelo rei Felipe IV e nomeado conselheiro de estado e de guerra. Celebrou o casamento entre o imperador Leopoldo I e a infanta Margarita da Espanha, filha do rei Felipe IV da Espanha; como legado, ele a acompanhou à Alemanha. Ele construiu um suntuoso apartamento com inúmeras obras de arte. Ele construiu as igrejas de S. Barnaba em Marina e a de Rocca di Papa, monumentos de sua piedade..
Morreu em Finale Marina em 4 de setembro de 1666, de febre maligna , no convento dominicano em il Finale, agora Finale Marina, perto de Gênova, enquanto viajava da Espanha após assistir à morte do rei da Espanha. Enterrado no convento dominicano, il Finale. Notícias não confirmadas de sua morte chegaram a Roma em 11 de setembro de 1666. Cartas de Milão e Gênova datadas de 15 de janeiro confirmaram a notícia. Após seis anos, em 1672, seus restos mortais foram exumados, trasladados para Roma e sepultados na capela de sua família na patriarcal basílica de Latrão, em Roma. .